# Il clan di Charlie Chan
Il clan di Charlie Chan (The Amazing Chan and the Chan Clan) è una serie animata prodotta dalla Hanna-Barbera e animata dalla Eric Porter Studios in Australia. Il cartone è andato in onda negli Stati Uniti su CBS dal 9 settembre al 30 dicembre 1972, mentre in Italia sulle TV locali all'interno del contenitore Ciao Ciao dal 21 novembre al 21 dicembre 1979.

## Trama
Charlie Chan è il famoso detective cinese creato dallo scrittore Earl Derr Biggers nel 1925, protagonista di una serie di romanzi che hanno ispirato numerosi film, un telefilm, fumetti, e infine questa serie animata.
Charlie Chan è affiancato dai suoi dieci figli (Henry, Alan, Stanley, Suzie, Mimi, Tom, Anne, Flip, Nancy e Scooter) che chiama generalmente “Figlio Numero Uno”, “Figlio Numero Due” ecc... in base all'ordine cronologico. Non meno importante è il cane Chu-Chu, che prende parte attivamente alle indagini del clan.
I figli più grandi hanno una band musicale che si esibisce in ogni episodio e guidano un camper iper-tecnologico che può trasformarsi in svariati mezzi di trasporto.
Ognuno di loro dà il suo apporto alle indagini, sempre dopo essersi cacciati ripetutamente nei guai, ma alla fine è sempre Charlie Chan che risolve il caso. 

## Episodi
| nº | Titolo originale                           | Titolo italiano                | Prima TV USA      | Prima TV Italia  |
| -- | ------------------------------------------ | ------------------------------ | ----------------- | ---------------- |
| 1  | The Crown Jewel Caper                      | Il furto di gioielli           | 9 settembre 1972  | 21 novembre 1979 |
| 2  | To Catch a Pitcher                         | Il ratto del lanciatore        | 16 settembre 1972 | 23 novembre 1979 |
| 3  | Will the Real Charlie Chan Please Stand Up | Il vero Mister Chan            | 30 settembre 1972 | 25 novembre 1979 |
| 4  | The Phantom Sea Thief                      | Il fantasma che venne dal mare | 30 settembre 1972 | 27 novembre 1979 |
| 5  | Eye of the Idol                            | L'occhio dell'idolo            | 7 ottobre 1972    | 29 novembre 1979 |
| 6  | Fat Lady Caper                             | La cicciona                    | 14 ottobre 1972   | 1º dicembre 1979 |
| 7  | Captain Kidd's Doubloons                   | I dobloni del Capitan Kid      | 21 ottobre 1972   | 3 dicembre 1979  |
| 8  | Bronze Idol                                | L'idolo di bronzo              | 28 ottobre 1972   | 5 dicembre 1979  |
| 9  | Double Trouble                             | Doppio problema                | 4 novembre 1972   | 7 dicembre 1979  |
| 10 | The Great Illusion Caper                   | Il grande illusionista         | 11 novembre 1972  | 9 dicembre 1979  |
| 11 | The Mummy's Tomb                           | La tomba della mummia          | 18 novembre 1972  | 11 dicembre 1979 |
| 12 | The Mardi Gras Caper                       | Il caso del martedì grasso     | 25 novembre 1972  | 13 dicembre 1979 |
| 13 | The Gypsy Caper                            | L'icona d'oro                  | 2 dicembre 1972   | 15 dicembre 1979 |
| 14 | The Greek Caper                            | Indagine in Grecia             | 9 dicembre 1972   | 17 dicembre 1979 |
| 15 | White Elephant                             | L'elefante bianco              | 16 dicembre 1972  | 19 dicembre 1979 |
| 16 | Scotland Yard                              | Il clan Chan a Scotland Yard   | 30 dicembre 1972  | 21 dicembre 1979 |

## Personaggi
- Charlie Chan: famoso detective e padre vedovo di dieci figli.
- Henry Chan: il figlio numero uno di Charlie, leader naturale dei suoi fratelli, indossa un maglione arancione a collo alto, è il batterista della band dei ragazzi Chan.
- Stanley Chan: Il figlio numero due, spesso in coppia con Henry, ma più impulsivo. Esclama spesso: "Ahi, ahi, siamo nei guai!" Indossa un pullover verde con collo a V, è il chitarrista del gruppo dei suoi fratelli. Durante le indagini si camuffa spesso con travestimenti folli.
- Suzie Chan: la figlia maggiore di Charlie, teen-ager dolce e carina, lavora a maglia e ha i piedi cronicamente doloranti, a causa del fatto che è costretta a correre con i tacchi. Indossa un abito turchese, e suona i tamburelli nella band.
- Alan Chan: è l'inventore del gruppo, creatore della Chan-mobile e di altri congegni. Indossa un paio di occhiali rotondi con vetri rosa, pantaloni viola a righe, camicia arancio con su un maglioncino senza maniche legato in vita da una cintura. Suona l'oboe nella band.
- Anne Chan: è la tipica ragazza che si comporta come un maschiaccio, indossa una maglietta bianca con lunghe maniche arancioni e un berretto da baseball. Si alterna tra chitarra e percussioni nella band.
- Tom Chan: è il più intellettuale dei bambini Chan. Indossa occhiali con una spessa montatura squadrata nera e un maglioncino marrone senza maniche su una camicia bianca. Trombonista della band.
- Flip Chan: leader naturale dei suoi fratelli più piccoli, è chiamato "capo" da Scooter. Indossa un cappello rosso e una camicia verde.
- Nancy Chan: bimba di 9 anni, con una coda di cavallo, è la più soggetta ad incidenti nella prole Chan. Ha sempre fame ed è un po' paffuta.
- Mimi Chan: 7 anni, penultima figlia, più grande di Scooter di un solo anno, si ritiene molto più adulta di lui e per questo ama comandarlo. Indossa una maglia gialla.
- Scooter Chan: di soli 6 anni, figlio più piccolo, adora atteggiarsi a braccio destro di Flip, ma spesso deve sottostare ai soprusi di Mimi. Indossa una maglia rossa.
- Chu-Chu: è il cane dei ragazzi, piccolo e spelacchiato, sa abbaiare riproducendo effetti sonori come una sirena della polizia. Di solito accompagna i quattro bambini più piccoli.

## Doppiaggio
| Personaggio  | Doppiatore originale                               | Doppiatore italiano |
| ------------ | -------------------------------------------------- | ------------------- |
| Charlie Chan | Keye Luke                                          | Pino Locchi         |
| Henry Chan   | Robert Ito                                         | Piero Tiberi        |
| Alan Chan    | Brian Tochi                                        | Teo Bellia          |
| Stanley Chan | Stephen Wong (1ª voce) Lennie Weinrib (2ª voce)    | Vittorio Stagni     |
| Suzie Chan   | Virginia Ann Lee (1ª voce) Cherylene Lee (2ª voce) | Silvia Tognoloni    |
| Mimi Chan    | Leslie Juwai (1ª voce) Cherylene Lee (2ª voce)     |                     |
| Anne Chan    | Leslie Kumamota (1ª voce) Jodie Foster (2ª voce)   |                     |
| Tom Chan     | Michael Takamoto (1ª voce) John Gunn (2ª voce)     |                     |
| Flip Chan    | Jay Jay Jue (1ª voce) Gene Andrusco (2ª voce)      | Fabio Boccanera     |
| Nancy Chan   | Debbie Jue (1ª voce) Beverly Kushida (2ª voce)     |                     |
| Scooter Chan | Robin Toma (1ª voce) Michael Morgan (2ª voce)      |                     |
| Chu-Chu      | Don Messick                                        |                     |

Nel doppiaggio originale Charlie Chan venne doppiato da Keye Luke, che nei film degli anni Trenta e Quaranta del XX secolo interpretò la parte del Figlio Numero Uno.
Il cane Chu-Chu fu invece doppiato da Don Messick, doppiatore ufficiale di Scooby Doo.
Nella versione originale ridoppiata Anne Chan venne doppiata da un'allora giovanissima Jodie Foster.